# Болтон, Энтони
Энтони Болтон (англ. Anthony Bolton; родился 7 марта 1950 года) — один из наиболее успешных современных инвесторов и один из самых известных британских управляющих инвестиционным фондом. По мнению американского финансиста и инвестора Питера Линча, Болтон — один из лучших инвесторов планеты.
С декабря 1979 года по декабрь 2007 года Энтони Болтон руководил фондом Special Situations, входящим в состав Fidelity International Limited. За 28 лет средняя доходность составила 19,5 % в год, а вложенная £1,000 превратилась в £147,000. В настоящее время Энтони Болтон является президентом Fidelity по инвестициям и управляющим фонда Fidelity China Special Situations PLC.

## Образование и карьера
Болтон родился в семье адвоката, учился сначала в Stowe School, а затем в Кембридже, где получил диплом инженера. В 1971 году начал работать в лондонском Сити, в брокерской конторе Keyser Ullmann, стажером. В 1976 году перешел в компанию Schlesingers на должность инвестиционного менеджера.
В 29 лет Энтони Болтон начал работать в Fidelity. В это время в лондонском офисе компании работало 12 человек, Болтон стал управляющим фонда Fidelity Special Situations Trust.
В настоящее время Болтон является президентом по инвестициям в Fidelity International Limited и управляющим Fidelity China Special Situations PLC.
Одновременно со Special Situations с ноября 1985 года по декабрь 2002 года Болтон управлял Fidelity European Fund; с 1990 по 2003 год — Fidelity European Growth fund; с 1991 года по 2001 год — Fidelity European Values PLC; с 1994 по 2007 год — Fidelity Special Values PLC.
В 57 лет в 2007 году Энтони Болтон отошёл от дел, оставаясь наставником для молодых менеджеров Fidelity. Он вёл колонку в Financial Times и увлёкся созданием классической музыки.
В 2009 году Энтони Болтон объявил о своем возвращении к управлению инвестиционным фондом и в апреле 2010 года переехал в Гонконг, чтобы возглавить новый фонд — Fidelity China Special Situations PLC.

## Принципы инвестирования
Энтони Болтон выбирает:
- Акции компаний, которые восстанавливаются после кризиса
- Акции, чей потенциал роста нераспознан (например, многообещающее подразделение компании может скрываться за менее привлекательными)
- Акции с искаженной оценкой или недооцененные акции
- Акции компаний, которые с высокой вероятностью могут стать объектом поглощения

Болтон избегает:
- Акции роста[5]

## Личная жизнь
Энтони Болтон живет в Гонконге. У него трое детей. В свободное время сочиняет музыку, отмечая, что наибольшее влияние на него оказал Бенджамин Бриттен. Произведения Болтона исполнялись в Соборе Святого Павла.
Болтон любит путешествовать. Владеет домом на Антигуа.